# Musalla

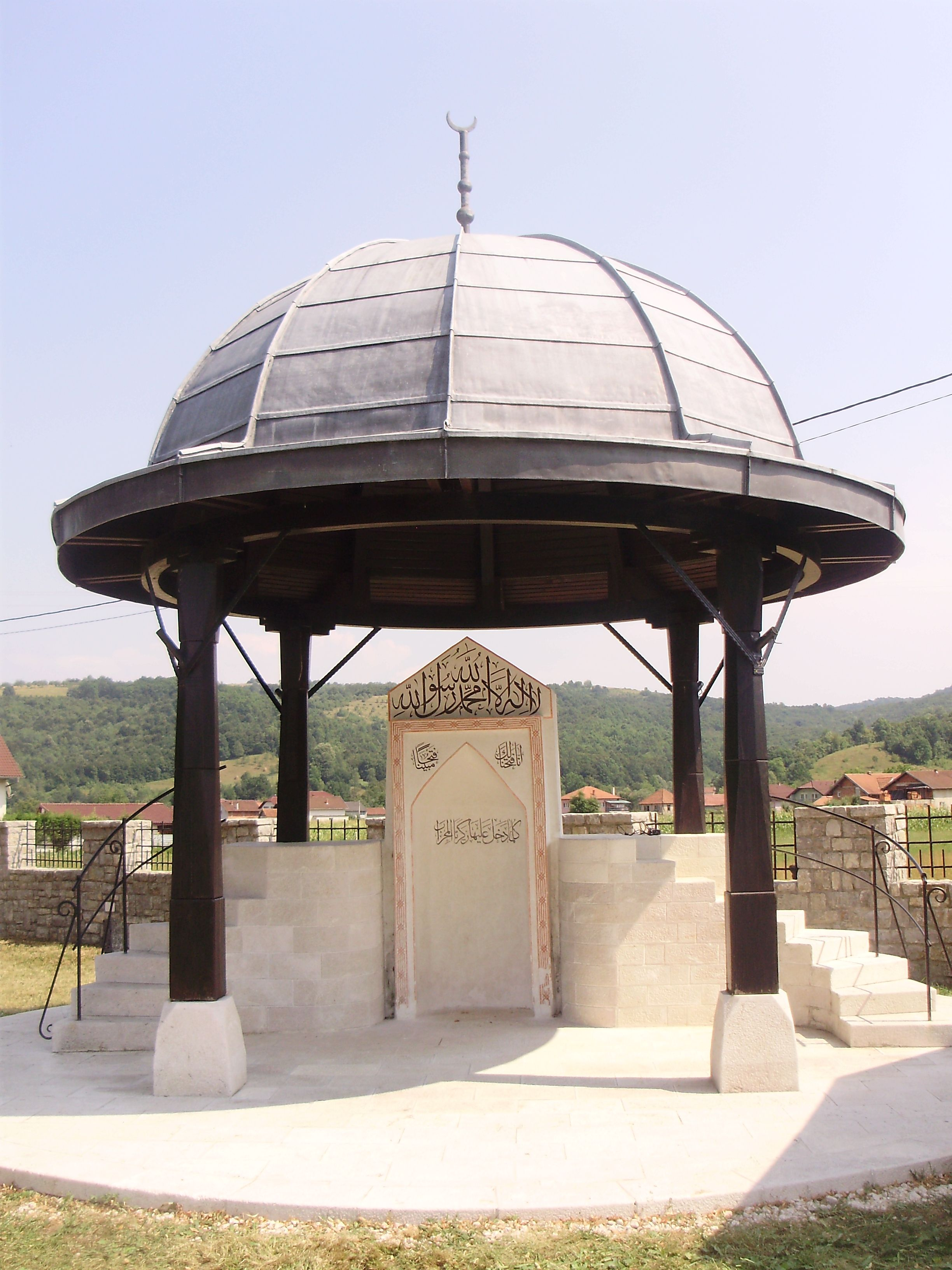
Musalla Fatihova en Donji Kamengrad, Bosnia y Herzegovina.

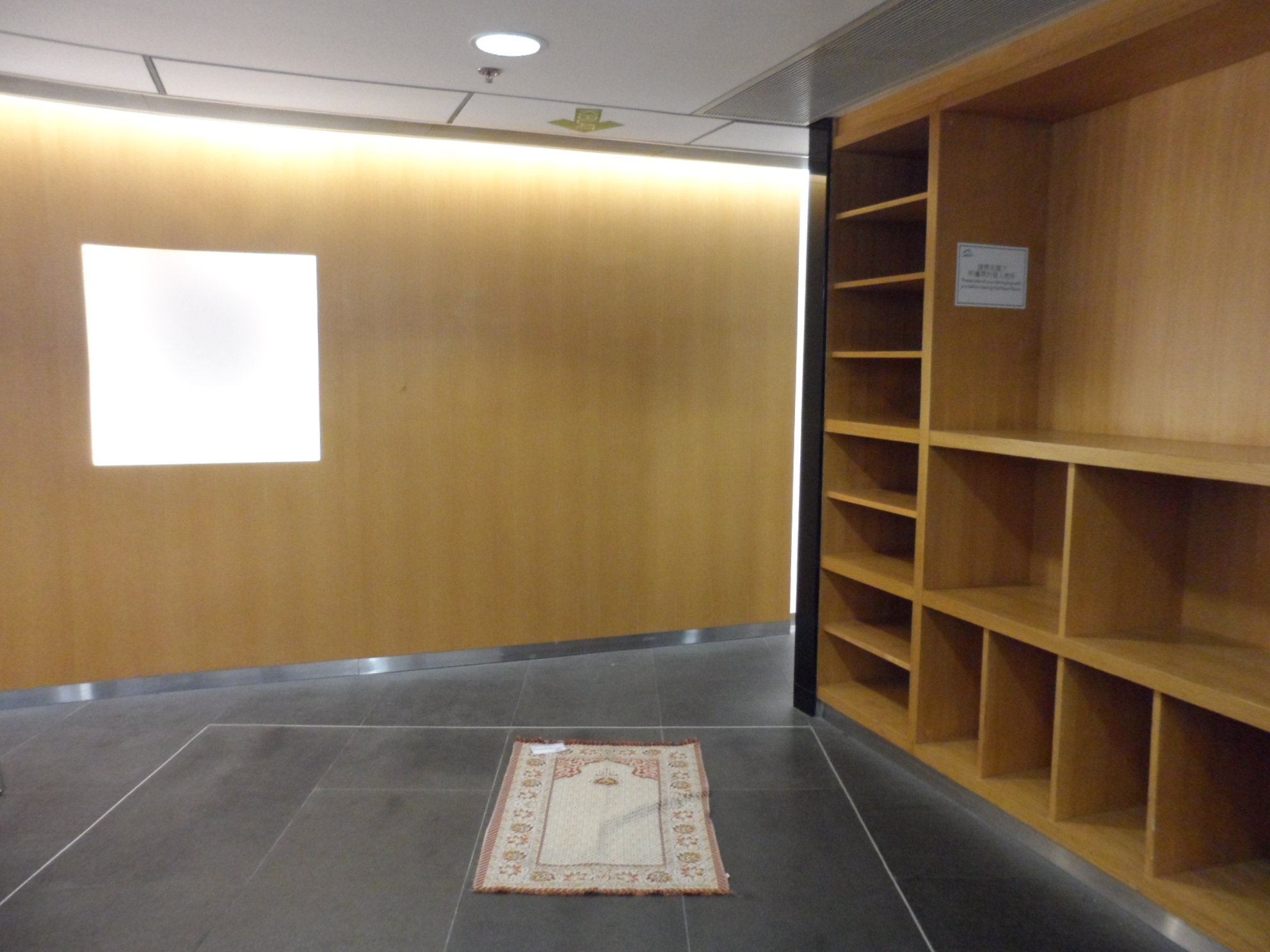
Zona de oración musulmana (Musalla) en el Aeropuerto Internacional de Hong Kong.

Una musalla, musallá o muṣallā (en árabe: مصلى, muṣallá) es un espacio abierto fuera de una mezquita, utilizado principalmente para la oración en el islam. La palabra se deriva del verbo صلى (ṣallā), que significa "rezar". Se utiliza tradicionalmente para las oraciones de las dos fiestas Eid (Eid al-Fitr y Eid al-Adha) y las oraciones funerarias según la Sunna. También para realizar las rogativas para pedir lluvia (ṣalāt al-istisqā) y salvar así las cosechas.
Las musallas generalmente se ubicaban fuera de las murallas de la ciudad. Aunque se desconoce exactamente la forma que adoptaron los musallas medievales, probablemente eran tan simples como si fuesen santuarios paganos preislámicos, grandes recintos rodeados por un muro y desprovistos de elementos ornamentales.

## Espacio cerrado
Una musalla también puede referirse a una sala, estructura o lugar para realizar salat (oraciones canónicas) y generalmente se traduce como "sala de oración", con un tamaño más pequeño que una mezquita. Por lo general, se usa para realizar las cinco oraciones obligatorias u otras oraciones en una congregación pequeña, pero no para oraciones de congregaciones grandes como las oraciones de los viernes (Yumu'ah) o las oraciones de Eid (estas últimas se realizan en mezquitas congregacionales en caso de que no haya musalla, en el significado original de un espacio abierto, disponible). Estas musallas suelen estar presentes en aeropuertos, centros comerciales, universidades y otros lugares públicos de países de mayoría musulmana, así como en algunos países no musulmanes, para facilitar que los musulmanes realicen sus oraciones diarias. Por lo general, una musalla no contendrá un minbar. 